# Ernest George Jansen
Pour les articles homonymes, voir Jansen.
Ernest George Jansen (1881-1959) est un avocat et un homme politique sud-africain, issu de la communauté afrikaner, qui esr plusieurs fois député et ministre entre 1921 et 1950 avant de devenir gouverneur-général de l'Union sud-africaine.

Membre du parti sud-africain (1911-1915), du parti national (1915-1934), du parti uni (1934-1939) puis à nouveau du parti national, il est membre du parlement de 1921 à 1943 pour la circonscription de Vryheid et de 1947 à 1950 pour celle de Wolmaransstad ainsi que président de la chambre basse du parlement sud-africain de 1924 à 1929 et de 1934 à 1943. Il est aussi membre du gouvernement Hertzog en tant ministre des affaires indigènes et de l'irrigation de 1929 à 1933 et membre du gouvernement Malan de 1948 à 1950 de nouveau en tant que ministre des affaires indigènes. Il termine sa carrière politique comme gouverneur-général de l'Union sud-africaine représentant le monarque britannique de 1951 à 1959.

## Biographie
Fils d'enseignant, E.G. Jansen est né le 7 août 1881 à Strathearn près de Dundee dans la colonie britannique du Natal. Il effectue ses études secondaires au lycée de Durban où il est le seul élève de langue maternelle afrikaans. Diplômé en droit de l'Université du Cap de Bonne Espérance en 1905, E.G. Jansen exerce la profession d'avocat à Pietermaritzburg à partir de 1906 et ouvre son propre cabinet, Murray and Jansen, en 1910. 

## Carrière intellectuelle et politique
Dans le contexte très anglophone et pro-britannique du Natal, Jansen joue un rôle prépondérant dans la promotion de la langue afrikaans qui le mène à exercer une carrière politique au cours de laquelle il se fait le défenseur des intérêts des Afrikaners. 

### Engagement culturel et social
En 1908, il s'investit dans la gestion de la Société littéraire et de débats de Pietermaritzburg et participe à la fondation du Comité du Musée Voortrekker. Il encourage ainsi la création de telles sociétés partout ailleurs dans la province. Membre fondateur en 1909 de la Suid-Afrikaanse Akademie vir Wetenskap en Kuns (l'académie sud-africaine des sciences et des arts), il joue un rôle majeur dans la lutte pour faire reconnaitre l'afrikaans comme une langue d'enseignement scolaire. En 1917, il participe à la fondation de la Saamwerk-Unie. En 1929, il est membre fondateur de la Federasie van Afrikaanse Kultuurvereniginge ("Fédération des organisations culturelles afrikaans") et en 1930 de l'organisation scout des jeunes Voortrekkers. 
Jansen s'intéresse aussi à l'histoire des Afrikaners et écrit plusieurs livres consacrés aux Voortrekkers (1938 et 1939) et aux Boers du Natal (1942). Grâce à ses efforts, l'église du vœu à Pietermaritzburg est préservée et classée. En 1938, il est le maitre de cérémonie de la pose de la première pierre du Voortrekker Monument à Pretoria, puis en 1949, maitre de cérémonie pour son inauguration.

### Carrière politique
Sa carrière politique commence en 1910 au moment de la fondation de l'Union de l'Afrique du Sud. Secrétaire de Het Kongres, la principale organisation politique afrikaner de la province du Natal, il participe à la première campagne électorale du jeune dominion mais n'est pas élu. En 1911, Het Kongres devenu entre-temps De Volksvereniging (association du peuple) intègre le parti sud-africain (South African Party - SAP) dont Jansen devient le secrétaire pour la province du Natal. En 1915, en désaccord avec la ligne pro-britannique du Premier ministre Louis Botha et de Jan Smuts, le principal ministre du gouvernement, il quitte le SAP et devient l'un des membres fondateurs du parti national au côté de James Barry Hertzog. 
Il se présente alors aux élections générales dans la circonscription de Umvoti mais est battu de 143 voix par George Leuchars (SAP). 
En 1919, au lendemain de la Première Guerre mondiale et alors que se négocie le traité de Versailles, Jansen est membre d'une délégation sud-africaine, menée par James Barry Hertzog, qui se rend aux États-Unis et en Europe afin de convaincre le président américain Woodrow Wilson de soutenir une proclamation sur la restauration des républiques boers du Transvaal et de l'État libre d'Orange. 
En 1920, il est de nouveau candidat aux élections générales mais est battu de 81 voix par J.J.C. Emmett. En dépit de ces revers, il est élu chef du parti national pour la province du Natal en octobre 1920. 
En 1921, il est de nouveau candidat lors des nouvelles élections générales anticipées. Cette fois, avec 765 suffrages portés sur son nom, il s'impose de tout juste 3 voix face à Emmet (762 voix) et devient député de Vryheid.

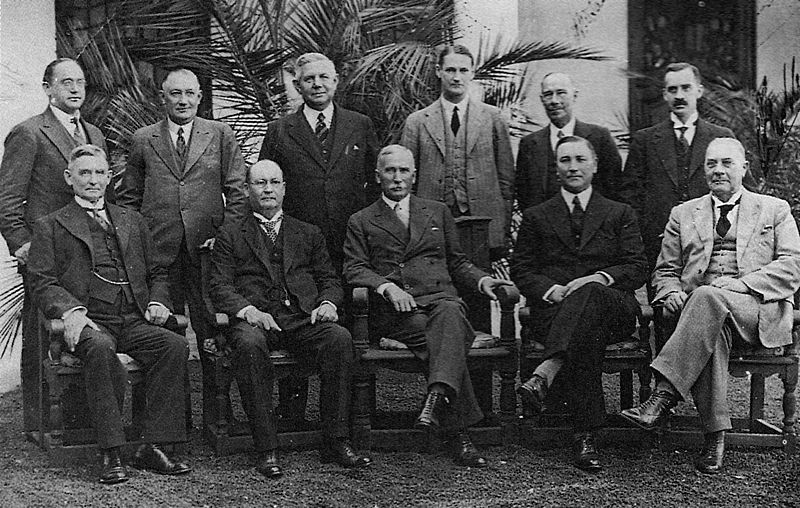
Le gouvernement Hertzog en 1929 :
Au premier rang (assis):
Frederic Creswell, D.F. Malan, J.B.M. Hertzog, Nicolaas Havenga et P.G.W. Grobler
Au second rand (debout)
Oswald Pirow, Jan Kemp, A. Fourie, Ernest George Jansen, H.W. Sampson et C.W. Malan

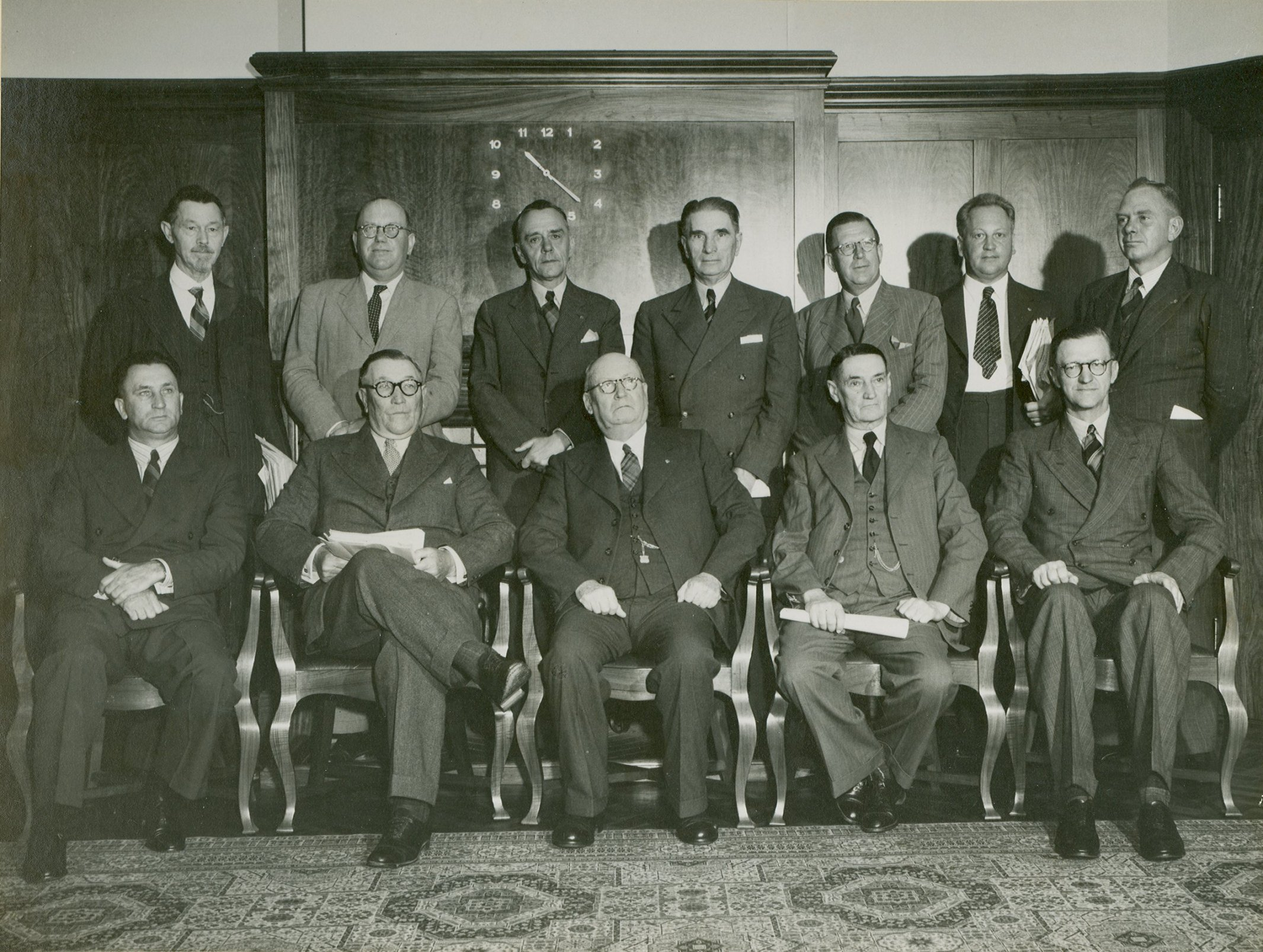
Le 1er gouvernement nationaliste en 1948, dirigé par DF Malan
au premier rang:JG Strijdom, Nicolaas Havenga, DF Malan (premier ministre), E.G. Jansen, Charles Swart
Au second rang: A.J. Stals, P.O. Sauer, Eric Louw, S.P. le Roux, Theophilus Dönges, François Christiaan Erasmus et Ben Schoeman

Il est réélu en 1924 avec 176 voix de majorité et, après la victoire nationale du parti national, est président de l'Assemblée du 25 juillet 1924 au 19 juin 1929. 
En 1929, réélu avec plus de 331 voix de majorité, il entre au gouvernement Hertzog pour devenir ministre des Affaires autochtones et ministre de l'irrigation. En 1933, il est facilement réélu, comme candidat de la coalition entre le parti national et le parti sud-africain, contre un candidat indépendant. 

Le 26 mai 1933, il redevient président de l'Assemblée, fonction qu'il exerce jusqu'au 21 janvier 1944.
En 1934, il rejoint le parti uni, issu de la fusion entre les partis national et sud-africain. En 1938, il s'impose aux élections en tant que candidat du parti uni face à D.P. du Toit, le candidat du parti national reconstitué. 
En 1939, il reste fidèle au général Hertzog lors du schisme au sein du parti uni entre les partisans de l'entrée en guerre au côté de la Grande-Bretagne (Jan Smuts) et ceux de la neutralité (Hertzog). Minoritaire, il quitte le PU mais conserve son poste de président de l'Assemblée jusqu'à la fin de la session parlementaire. Il revient au Parti national reconstitué mais est battu de 150 voix lors des élections de 1943 par L.S. Steenkampson (PU). 
Rédacteur en chef du journal du Parti national (1944-1947), il tente de revenir au parlement lors d'une élection partielle dans la circonscription du Zululand (15 janvier 1947) mais est de nouveau battu tout comme il l'est encore trois mois plus tard lors d'une autre élection partielle dans la circonscription de Wolmaransstad (26 mars 1947). Cependant, lors des élections générales de 1948, dans cette même circonscription, il est cette fois largement élu député contre L. van Wyk. 
Il entre alors dans le premier gouvernement afrikaner de Daniel François Malan en tant que ministre des affaires indigènes. Son ministère est en première ligne dans la mise en place de la nouvelle politique d'apartheid.
Personnalité austère à l'esprit impartial et posé, Jansen n'est pas un idéologue mais un pragmatique, plus préoccupé par la réhabilitation des réserves ou la pénurie de logements dans les townships. Il est estimé peu convaincant à ce poste par la commission des affaires indigènes du parlement qui exerce des pressions sur Malan pour qu'il remplace Jansen par Hendrik Verwoerd, un universitaire et ardent partisan de l'apartheid. En octobre 1950, Malan cède. 
Le 23 octobre 1950, le gouvernement nomme Jansen au poste de gouverneur-général d'Afrique du Sud, une fonction protocolaire qui lui donne le rang de chef d'État en tant que représentant du roi puis de la reine du Royaume-Uni. Mais en tant que républicain convaincu, il refuse de porter l'uniforme royal protocolaire et de prêter le serment d'allégeance au monarque qu'il représente lors de sa cérémonie d'investiture le 1er janvier 1951. Il exerce cependant cette fonction jusqu'à sa mort à Pretoria le 25 novembre 1959.

## Hommages
Le lycée E.G. Jansen à Boksburg porte son nom. 
Le bâtiment du Natal Voortrekker Monument à Pietermaritzburg a été baptisé en son honneur (E.G.Jansen Extension).

## Famille et descendance
Son épouse, Martha Mabel Pélissier (1889-1979), d'ascendance huguenote, était une figure intellectuelle du monde littéraire afrikaans. Ils ont eu un enfant, Erns Louis Jansen (1918-2011), avocat et magistrat réputé, Queen's Counsel, successivement juge du Natal puis du Transvaal avant de siéger à la cour d'appel du pays (1968-1988). Leur petite fille, Mabel Jansen, est devenue avocate en 1984 et, en 2013, juge à la haute cour de justice du Gauteng à Pretoria.

## Ouvrages
- E.G. Jansen, Voortrekker in Natal, Opstelle, Nasionale Pers, Beperk, Le Cap, 1938[4]
- E.G. Jansen et Louis Jacobus Nel, Uit die Voortrekkertyd, 1939
- E.G. Jansen, Die Boerekongres in Natal, 1942

## Sources
- Dictionary of South African Biography Volume V
- D.J. Potgieter, Standard Encyclopaedia of Southern Africa, Le Cap: Nasionale Opvoedkundige Uitgewery (Nasou), 1972
- Eric Rosenthal, Encyclopaedia of Southern Africa, Juta and Company Limited, Le Cap et Johannesburg, 1978
- M.J. Swart, Afrikaanse kultuuralmanak, Aucklandpark: Federasie van Afrikaanse Kultuurvereniginge, 1980